# 分子病理学
分子病理学（ぶんしびょうりがく、英: Molecular pathology）とは、病理学に含まれる比較的新しい学問分野であり、臓器、組織、または体液内の分子の検査を通じて疾患の研究および診断を行い、分子構造や遺伝子構造の異常にまで掘り下げるものである。
分子病理学は、解剖病理学および臨床病理学、分子生物学、生化学、プロテオミクスおよび遺伝学の実践と共通する側面を持ち、ある種の「クロスオーバー」分野と見なされることがある。本質的に学際的であり、主に病気の超顕微鏡的側面に注目している。特に考慮すべきこととして、組織の形態学的変化（従来の解剖学的病理学）と分子検査の両方に基づくことで、より正確な診断アプローチが可能になるという点がある。
分子病理学は、人間の病気の診断および分類、治療の効果や病気の進行を予測するバイオマーカーの設計および検証、様々な遺伝的背景の個人における病や障害の発症しやすさ（感受性）などに対する分子的および遺伝的アプローチの開発を包む科学領域である。
分子病理学は、がんや感染症の診断によく使用される。用いられる手法は多数あるが、代表的なものとして、定量的ポリメラーゼ連鎖反応（qPCR）、マルチプレックスPCR、DNAマイクロアレイ、in situハイブリダイゼーション、in situ RNAシーケンス、DNAシーケンス、抗体ベースの免疫蛍光組織アッセイ、病原体の分子プロファイリング、抗菌薬耐性の細菌遺伝子の分析などが挙げられる。
「分子病理学」と「疫学」の統合により、統合分子生物学および人口健康科学を代表する「分子病理学疫学」（MPE）と呼ばれる学際的な分野が誕生した。